# Ponts (Hiszpania)
Ponts – gmina w Hiszpanii, w prowincji Lleida, w Katalonii, o powierzchni 30,77 km². W 2011 roku gmina liczyła 2698 mieszkańców.